# Exonumia

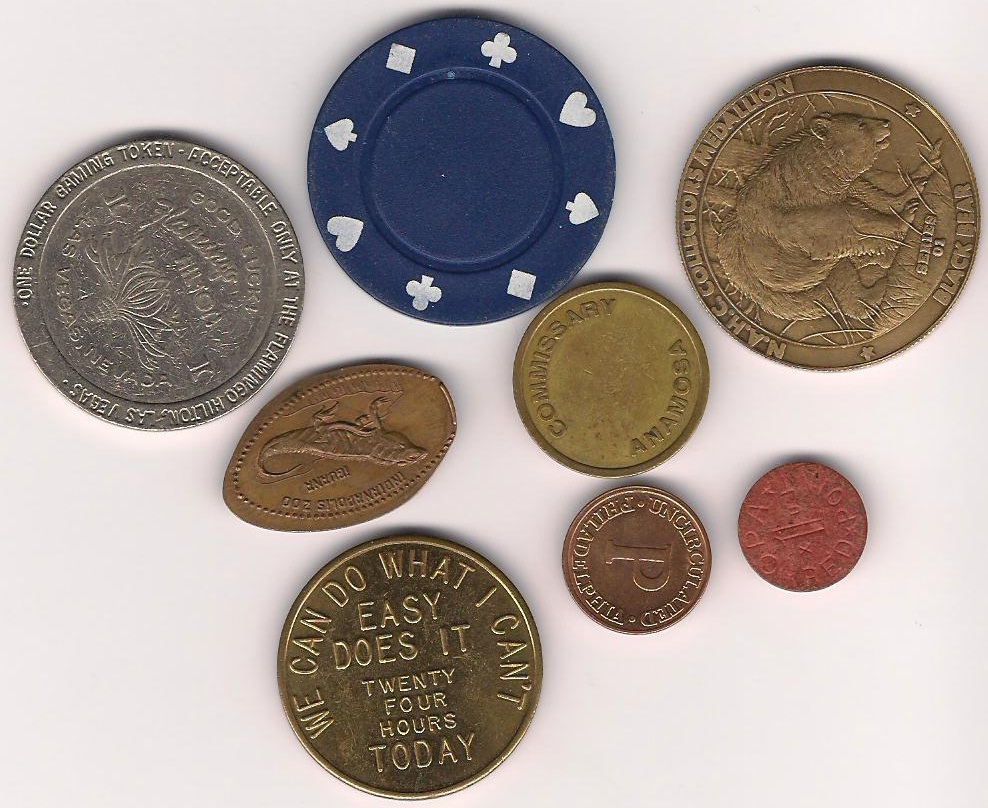
Un colección de exonumia.

La exonumia es la disciplina que estudia objetos relacionados con las monedas pero que no lo son en sentido estricto, sin embargo es considerada como una rama especializada de la numismática. La exonumia estudia, por ejemplo, monedas simbólicas, medallas conmemorativas o religiosas, monedas elongadas, tokens o fichas monetiformes, y otros artículos usados por el hombre en lugar de monedas de curso legal o conmemorativas, pero cumpliendo funciones similares a estas.

## Etimología
El sustantivo exonumia proviene a través del latín de dos raíces clásicas: exo, que significa «fuera», y numus, que significa «moneda». Este término es más utilizado en Estados Unidos. El término británico equivalente es paranumismatica.

## Medallas conmemorativas
Un campo típico de estudio de la exonumia está formado por las medallas conmemorativas emitidas por diversos estados con la finalidad de celebrar eventos destacados, pero que carecían de curso legal como moneda en sus respectivas épocas. Un ejemplo clásico son las denominadas «medallas de proclamación» que en España y sus colonias americanas solían ser acuñadas como testimonio del juramento de lealtad que una ciudad determinada hacía al monarca recién coronado: tales objetos tienen forma de moneda y son acuñados en metales preciosos, pero carecían de curso legal como dinero.
De idéntica forma otro ejemplo de material de exonumia son las medallas acuñadas por autoridades locales o nacionales conmemorando eventos públicos muy diversos como inauguraciones, aniversarios, y homenajes. También abarca a objetos monetiformes destinados a «representar» dinero en un ámbito restringido: fichas de teléfonos públicos, fichas metálicas para tranvías y trenes, fichas para apuestas en casinos, etcétera.

## Fichas de hacienda

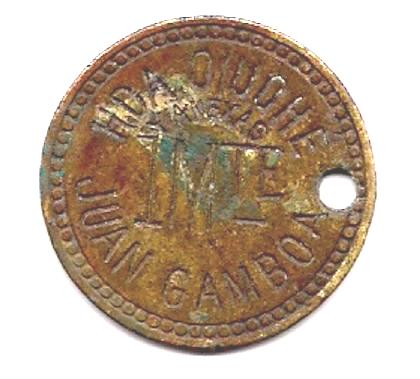
Ficha de hacienda

La exonumia incluye en su estudio a las denominadas «fichas de hacienda», «vales» y «boletos» emitidos en América Latina a lo largo de los siglos XIX y XX para reemplazar al dinero de curso legal en zonas remotas y en grandes explotaciones agrícolas o mineras donde escaseaba la moneda oficial. Un ejemplo son las fichas salitreras del norte de Chile emitidas por las compañías que explotaban yacimientos de salitre para que sus trabajadores comprasen productos diversos dentro del campamento salitrero y sus almacenes: la lejanía de las grandes ciudades y la aguda escasez de moneda chilena oficial causó que tales fichas fuesen usadas efectivamente como «moneda» en tales circunstancias, si bien su validez para tales efectos quedaba estrictamente limitada al establecimiento que las había emitido.
Similares eventos ocurrían en plantaciones de caucho de Brasil, las haciendas azucareras del Perú, las fincas de Colombia y México, y en casi cualquier punto de la vasta geografía latinoamericana donde las monedas oficiales eran muy escasas para satisfacer las urgentes necesidades del amplio tráfico económico que allí ocurría. 
Tales fichas solían acuñarse en algún metal no precioso (cobre, latón, hierro) o en otros materiales más o menos resistentes; llevaban inscripciones o símbolos que identificaban al establecimiento que las había emitido, mostrando a la vez su «valor monetario» o de intercambio ya que en ocasiones el valor facial correspondía a cierta cantidad de mercancía (carga de leña, un litro de leche, pulque, canasto de café, penca de henequén, estancias, jornales, etc). No siempre traían acuñado el año u otros rasgos propios de una moneda oficial. En algunos casos, la ausencia de herramientas para acuñación hacía imposible elaborar fichas y en consecuencia se imprimían pequeños «billetes» en cartón que cumplían esta misma misión.